# 壮絶バトル!花の芸能界
『壮絶バトル!花の芸能界』（そうぜつバトル はなのげいのうかい）は、日本テレビ系列局で放送されていた日本テレビ製作のトークバラエティ番組である。1998年12月28日から2004年9月30日までの6年間、特別番組として放送され、かつ2003年1月9日から同年9月25日までレギュラー放送されていた。

## 概要
芸歴の長い芸能人・芸能レポーターによる芸能界の裏情報を暴露する出演者間の過激なトークバトル・イニシャルトークが人気を集め、特番では安定した視聴率を保っていた。また『嗚呼!バラ色の珍生!!』終了以降、木曜19時台の番組が次々と短命であったため、人気特番であった同番組をレギュラー番組に昇格した。
しかしレギュラー放送の開始後には、ゴールデンタイムという時間帯から番組内容の過激さが批判を浴びるようになり、出演者の顔ぶれも画一的であった（デヴィ・スカルノ・浅香光代・山城新伍・そのまんま東などが大抵レギュラー出演していた）。また特番時代には半年間に起きた芸能・事件などの様々な話題を扱えたが、レギュラー番組後は扱う話題が底を突くようになったため、過去の人化している芸能人を出演させ、主に過去のスキャンダルを蒸し返す内容を全編放送することが多くなったことも起因し、視聴率不振とレギュラー番組として維持することが困難となった結果、わずか9か月で打ち切りとなった。
レギュラー終了後は2004年に特番として3回放送され、同年9月の放送を最後に放送されなくなり、事実上6年の歴史に幕を閉じた。

## 放送日・タイトル
特番時代には、春と秋の改編期と年末年始を中心に放送されていた。レギュラー番組時代の放送時間は毎週木曜 19:00 - 19:54 （日本標準時）だったが、プロ野球ナイター中継がある日には放送を休止していた。
| 回数       | タイトル                                                                 | 放送日                 | 放送時間           |
| ---------- | ------------------------------------------------------------------------ | ---------------------- | ------------------ |
| 第1弾      | 壮絶バトル!花の芸能界 "俺にも言わせろ!!"                                 | 1998年12月28日         | 月曜 21:00 - 23:24 |
| 第2弾      | 壮絶バトル!花の芸能界 男と女!!愛憎の伏魔殿                               | 1999年4月7日           | 水曜 19:00 - 20:52 |
| 第3弾      | 壮絶バトル!花の芸能界 男と女!!魑魅魍魎の館                               | 1999年10月5日          | 火曜 19:00 - 21:24 |
| 第4弾      | 壮絶バトル!花の芸能界 男と女!!龍驤虎搏の宴                               | 2000年1月5日           | 水曜 19:00 - 20:54 |
| 第5弾      | 壮絶バトル!花の芸能界 男と女!!喧喧囂囂の嵐                               | 2000年4月5日           | 水曜 19:00 - 21:04 |
| 第6弾      | 壮絶バトル!花の芸能界 男と女!!雷霆霹靂の家                               | 2000年10月4日          | 水曜 19:00 - 20:54 |
| 第7弾      | 壮絶バトル!花の芸能界 男と女!!蛇?騒擾の宴                                | 2001年1月5日           | 金曜 19:00 - 20:54 |
| 第8弾      | 壮絶バトル!花の芸能界 男と女!!臥薪嘗胆の誓                               | 2001年3月27日          | 火曜 19:00 - 21:24 |
| 第9弾      | 壮絶バトル!花の芸能界 男と女!!虚心坦懐の禊                               | 2001年10月4日          | 木曜 19:00 - 21:24 |
| 第10弾     | 壮絶バトル!花の芸能界 男と女!!駿馬駄馬の驕                               | 2002年1月2日           | 水曜 21:00 - 23:10 |
| 第11弾     | 壮絶バトル!花の芸能界 男と女!!罵??謗の諍                                 | 2002年3月28日          | 木曜 19:00 - 20:54 |
| 第12弾     | 壮絶バトル!花の芸能界 男と女!!跳梁跋扈の轟                               | 2002年9月21日          | 土曜 19:00 - 20:54 |
| レギュラー | 壮絶バトル!花の芸能界                                                    | 2003年1月9日 - 9月25日 | 木曜 19:00 - 19:54 |
| 第13弾     | 壮絶バトル!花の芸能界 2004芸能界こんなモノいらない!?                     | 2004年1月8日           | 木曜 19:00 - 20:54 |
| 第14弾     | 壮絶バトル!花の芸能界 2004こんなモノいらない!? ～春のスキャンダル大賞    | 2004年3月18日          | 木曜 19:00 - 20:54 |
| 第15弾     | 壮絶バトル!花の芸能界 2004こんなモノいらない!? ～ガッツだぜ!OK牧場の決闘 | 2004年9月30日          | 木曜 19:00 - 20:54 |

特番時代（第3弾以降）には、タイトルに難解な四字熟語を織り込むのが恒例になっていた。

## 出演者

### 司会
- 松永二三男（当時日本テレビアナウンサー）
- うつみ宮土理
- 高橋雄一（当時日本テレビアナウンサー） - レギュラー番組時代と特番時代第13-15弾の出演者。

### 芸能レポーター
- 梨元勝
- 井上公造
- 城下尊之
- 石川敏男
- 駒井千佳子
- みといせい子
- 山崎寛代

### その他の主な出演者
- 小柳ルミ子
- アグネス・チャン
- 浅田好未
- 渡辺満里奈
- 浅香光代
- 松方弘樹
- 梅宮辰夫
- デヴィ・スカルノ
- 山城新伍
- そのまんま東
- 田代まさし
- 安岡力也
- 天地真理
- 鉄拳 - エンディングでスタッフロールが表示されている最中にネタを披露していた。

### ナレーター
- 来宮良子
- 郷里大輔
- 難波圭一

## スタッフ

### レギュラー版
- 構成：沢口義明、後藤直、はっしー橋本(橋本敦司)、高梨武志、倉野満
- リサーチ：坂本茜、黒木公彦、桜井広海
- 映像：村松明
- カメラ：日向野崇
- 調整：佐藤満
- 音声：池田正義
- 照明：渡辺ー成
- TM：福王寺貴之
- 中継プロデューサー：城戸可路（以前はAP）
- 美術：石附千秋
- デザイン：本田恵子
- 装置：小出幸男
- 電飾：西本敬
- 美術協力：日本テレビアート
- 編集：清水良浩
- MA：山崎秀二
- FM：小松龍二
- 技術協力：日本テレビビデオ、麻布プラザ
- 音楽効果：馬場行俊、山田弘実
- TK：三浦涼子
- DSS：佛田珠美
- CG：樋口雅克、藤原成海
- デスク：安永美和
- 広報：神山喜久子
- 演出補：松浦あゆみ
- AP：田中美穂子、川上奈々子
- 制作協力：GOLGO、CR-NEXUS、ユニオン映画、mondo、EXCEL
- ディレクター：折田俊一郎、大野聰介、島田総一郎、大谷征史、畑中真治、大畠憲彦
- 演出：長嶋永知（以前はディレクター）
- プロデューサー：伊藤耀治（以前は総合演出）、山岡さゆり、面髙昌義、加藤晋也、中川幸美／大野彰作
- 企画・総合演出：尼崎昇（以前は企画・演出・プロデューサー）
- チーフプロデューサー：石澤顕
- 製作著作：日本テレビ

#### 過去のスタッフ（レギュラー版）
- リサーチ：張眞英
- カメラ：中川昭生
- 調整：山口考志
- 音声：鈴木佳ー
- 照明：高橋明宏
- 装置：苑田英和
- 編集：藤井秀隆
- 音楽効果：島野高ー、岡崎宏
- 技術協力：テレテックメディアパーク
- 広報：村上淳ー
- 演出補：大川吉英
- 制作協力：トップシーン
- ディレクター：辻野伸行、浅井忠、木村憲犬
- プロデューサー：小泉哲朗、大田貴史
- チーフプロデューサー：小湊義房

### スペシャル版
- 構成：沢口義明、後藤直、はっしー橋本(橋本敦司)、高梨武志、倉野満（高梨・倉野→以前はリサーチ）
- リサーチ：坂本茜、黒木公彦、安藤房子、張眞英
- 映像：武藤慶一、高梨正利、村松明
- カメラ：泉博司、渡辺滋雄、山田祐一、中川昭生
- 調整：山口考志、高橋一徳、高田彰彦、矢田部昭、佐久間治雄、塩原和益
- 音声：白水英国、鈴木佳一、三石敏生、池田正義
- 照明：水戸実、高橋明宏、内藤晋、中瀬有紀、川根一晴、鈴木道隆、名取孝昌、小川勉
- TM：新開宏、秋山真、福王寺貴之
- 美術：石附千秋（以前はデザイン兼務の回あり）
- デザイン：本田恵子
- 装置：佐藤正男、南谷祥、苑田英(美)和、松本慎太郎、小出幸男
- 電飾：西本敬、大澤偉知行
- 美術協力：日本テレビアート
- 編集：倉茂弘考、藤井秀隆、飯田光郎、二戸部光ー、安田裕禎、相澤英直
- MA：山崎秀二、冨安俊明、組谷康司、石井康博、入江克彰
- 編集協力：プロセンスタジオ、日本テレビビデオ、テレテックメディアパーク、麻布プラザ
- 技術協力：NTV映像センター
- スタジオ協力：テクノマックス、天王洲スタジオ
- 音楽効果：島野高ー、岡崎宏、馬場行俊、山田弘実
- TK：三浦涼子、塚越倫子
- DSS：佛田珠美、中島弘美
- FM：小松龍二（以前はFM►ディレクター）、青木淳一郎、縫田輝久
- ISO：富安いたる
- CG：慶野たくみ、藤原成海、樋口雅克
- 広報：大関雅人、小串理江、西室由香里、柳沢典子、西端薫、神山喜久子
- 編成：広瀬健一、小松良徳
- デスク：安永美和、高嶋晃子
- 演出補：小野仁史、冨樫がさ男、小野隆史、大谷征史、大川貴臣、松井美保、大川栄策、松浦愛人、木村憲、岡田卓也、松浦あゆみ、大川吉英、林まいこ、榎本広貴
- AP：小泉哲朗（以前は制作進行）、城戸可路（城戸→以前はAP►プロデューサー）、山子千鶴、田中美穂子、白石美穂子、菅原由芳
- 制作協力：GOLGO、mondo、トップシーン、AJITO、CR-NEXUS、ユニオン映画
- ディレクター：折(浜)田俊一郎、中藤沖也、渡辺政次、鈴木康正、今井康則、辻野伸行、日向健（日向→以前はFM）、奥村達哉、秋山健一郎、浅井忠、島田総一郎、大谷征史、畑中真治
- 演出：長嶋永知（以前はディレクター）、伊藤耀治（以前は総合演出→プロデューサー）
- プロデューサー：山岡さゆり、面髙昌義、新井正明、山口一美、中川幸美、大田貴史、岡田五知信、鈴木明彦、加藤晋也／大野彰作
- 企画・総合演出：尼崎昇（以前は総合演出兼務→企画・演出・プロデューサー）
- チーフプロデューサー：齋藤三朗 → 林隆一郎 → 柏木登 → 小湊義房 → 中山良夫
- 製作著作：日本テレビ